# 岡田温司
岡田 温司（おかだ あつし、1954年12月 - ）は、日本の西洋美術史学者。京都大学名誉教授。京都精華大学教授。

## 経歴
広島県三原市出身。1978年京都大学文学部哲学科美学美術史学専攻卒。1985年同大学院文学研究科博士課程中退、岡山大学助教授を経て、1991年京都大学大学院人間・環境学研究科教授。2020年定年退任し名誉教授。同年より京都精華大学芸術学部教授。

## 受賞歴
- 第9回ピーコ・デッラ・ミランドラ賞（2000年） - ロベルト・ロンギ『芸術論叢』全2巻の訳業により
- 第13回吉田秀和賞（2003年） - 20世紀前半に活動したイタリアの画家ジョルジョ・モランディについて書かれた『モランディとその時代』により
- 第60回読売文学賞 評論・伝記賞（2008年度） - 『フロイトのイタリア』

## 著書

### 単著
- 『もうひとつのルネサンス』人文書院 1994／平凡社ライブラリー 2007
- 『ルネサンスの美人論』人文書院 1997
- 『ミメーシスを超えて 美術史の無意識を問う』勁草書房 2000
- 『モランディとその時代』人文書院 2003
- 『マグダラのマリア エロスとアガペーの聖女』中公新書 2005[注 1]
- 『「ヴィーナスの誕生」 視覚文化への招待』みすず書房〈理想の教室〉2006
- 『芸術（アルス）と生政治（ビオス） 現代思想の問題圏』平凡社 2006
- 『処女懐胎 描かれた「奇跡」と「聖家族」』中公新書 2007
- 『イタリア現代思想への招待』講談社選書メチエ 2008
- 『フロイトのイタリア 旅・芸術・精神分析』平凡社 2008
- 『肖像のエニグマ 新たなイメージ論に向けて』岩波書店 2008
- 『キリストの身体 血と肉と愛の傷』中公新書 2009
- 『半透明の美学』岩波書店 2010
- 『グランドツアー 18世紀イタリアへの旅』岩波新書 2010
- 『ジョルジョ・モランディ 人と芸術』平凡社新書 2011
- 『アガンベン読解』平凡社 2011／増補版・平凡社ライブラリー 2021
- 『デスマスク』岩波新書 2011
- 『アダムとイヴ　語り継がれる「中心の神話」』中公新書 2012
- 『虹の西洋美術史』ちくまプリマー新書 2012
- 『黙示録 イメージの源泉』岩波新書 2014
- 『イタリアン・セオリー』中央公論新社〈中公叢書〉2014
- 『イメージの根源へ 思考のイメージ論的転回』人文書院 2014
- 『映画は絵画のように 静止・運動・時間』岩波書店 2015
- 『天使とは何か　キューピッド、キリスト、悪魔』中公新書 2016
- 『映画とキリスト』みすず書房 2017
- 『アガンベンの身振り』月曜社〈哲学への扉〉2018
- 『映画と芸術と生と スクリーンのなかの画家たち』筑摩書房 2018
- 『映画と黙示録』みすず書房 2019
- 『イタリア芸術のプリズム 画家と作家と監督たち』平凡社 2020
- 『西洋美術とレイシズム』ちくまプリマー新書 2020
- 『ネオレアリズモ　イタリアの戦後と映画』みすず書房 2022.5
- 『最後の審判　終末思想で読み解くキリスト教』中公新書 2022.7
- 『反戦と西洋美術』ちくま新書 2023.2
- 『キリストと性』岩波新書 2023.10
- 『人新世と芸術』筑摩選書 2024.5
- 『アートの潜勢力』共和国 2024.5
- 『映画が恋したフロイト』人文書院 2025

### 共著
- 『カラヴァッジョ鑑』人文書院 2001、再版2009
- 『レオナルド・ダ・ヴィンチと受胎告知』池上英洋共著、平凡社ライブラリー 2007
- 『聖書と神話の象徴図鑑』監修、ナツメ社 2011

## 翻訳
- ケネス・クラーク『ヒューマニズムの芸術』白水社 1987、新装版2009
- ラウル・コルティ『ヴァザーリ』京都書院〈カンティーニ美術叢書〉1995
- ジョルジョ・アガンベン『スタンツェ　西洋文化における言葉とイメージ』ありな書房 1998／ちくま学芸文庫 2008
- ロベルト・ロンギ (w:Roberto Longhi)『芸術論叢2』中央公論美術出版 1999
- エルンスト・ゴンブリッチ『規範と形式 ルネサンス美術研究』水野千依共訳、中央公論美術出版 1999
- ミシェル・テヴォー（fr:Michel Thévoz）『不実なる鏡　絵画・ラカン・精神病』青山勝共訳、人文書院 1999
- マリオ・ペルニオーラ『エニグマ エジプト・バロック・千年終末』金井直共訳、ありな書房 1999
- ヴィクトル・ストイキツァ (Victor Stoichita)『絵画の自意識 初期近代におけるタブローの誕生』松原知生共訳、ありな書房 2001
- ツヴェタン・トドロフ『個の礼讃 ルネサンス期フランドルの肖像画』大塚直子共訳、白水社 2002
- ジョルジョ・アガンベン『中味のない人間』岡部宗吉・多賀健太郎共訳、人文書院 2002
- アレッサンドロ・コンティ (Alessandro Conti)『修復の鑑　交差する美学と歴史と思想』喜多村明里・水野千依・金井直・松原知生共訳、ありな書房 2002
- アビ・ヴァールブルク『フィレンツェ市民文化における古典世界』上村清雄・伊藤博明共訳、ありな書房 2004
- ジャン＝リュック・ナンシー『肖像の眼差し』長友文史共訳、人文書院 2004
- アガンベン『開かれ 人間と動物』多賀健太郎共訳、平凡社 2004／平凡社ライブラリー 2011
- ヴァールブルク『フィレンツェ文化とフランドル文化の交流』伊藤博明・加藤哲弘共訳、ありな書房 2005
- ジョナサン・クレーリー (Jonathan Crary)『知覚の宙吊り 注意、スペクタクル、近代文化』監訳、石谷治寛・大木美智子・橋本梓共訳、平凡社 2005／平凡社ライブラリー 2025
- ヴァールブルク『ルネサンスの祝祭的生における古代と近代』伊藤博明・加藤哲弘共訳、ありな書房 2006
- ロベルト・エスポジト『近代政治の脱構築 共同体・免疫・生政治』講談社選書メチエ 2009
- フォスコ・マライーニ『随筆日本 イタリア人の見た昭和の日本』山崎彩・井上昭彦・鈴木真由美・住岳夫・柱本元彦共訳、松籟社 2009、訳者代表
- 『ジョルジョ・モランディの手紙』（編訳）みすず書房 2011
- ロベルト・エスポジト『三人称の哲学 生の政治と非人称の思想』佐藤真理恵・長友文史・武田宙也共訳、講談社選書メチエ 2009
- アガンベン『事物のしるし 方法について』岡本源太共訳 筑摩書房 2011／ちくま学芸文庫 2019
- アガンベン『裸性』栗原俊秀共訳 平凡社〈イタリア現代思想〉2012
- ペルニオーラ『無機的なもののセックス・アピール』鯖江秀樹・蘆田裕史共訳　平凡社〈イタリア現代思想〉2012
- ジョナサン・クレーリー『24/7 眠らない社会』石谷治寛共訳、NTT出版 2015
- アガンベン『書斎の自画像』月曜社〈哲学への扉〉2019
- アガンベン『王国と楽園』多賀健太郎共訳 平凡社 2021
- アガンベン『創造とアナーキー　資本主義宗教の時代における作品』中村魁共訳 月曜社〈哲学への扉〉2022
- アガンベン『最初の哲学、最後の哲学　形而上学と科学のあいだの西洋の知』平凡社ライブラリー 2025